# Volketswil
Volketswil ist eine politische Gemeinde im Bezirk Uster des Kantons Zürich in der Schweiz. Zur Gemeinde in der Agglomeration Zürich gehören die Ortschaften Volketswil, Hegnau, Zimikon, Kindhausen und Gutenswil.

## Geographie

### Geographische Lage

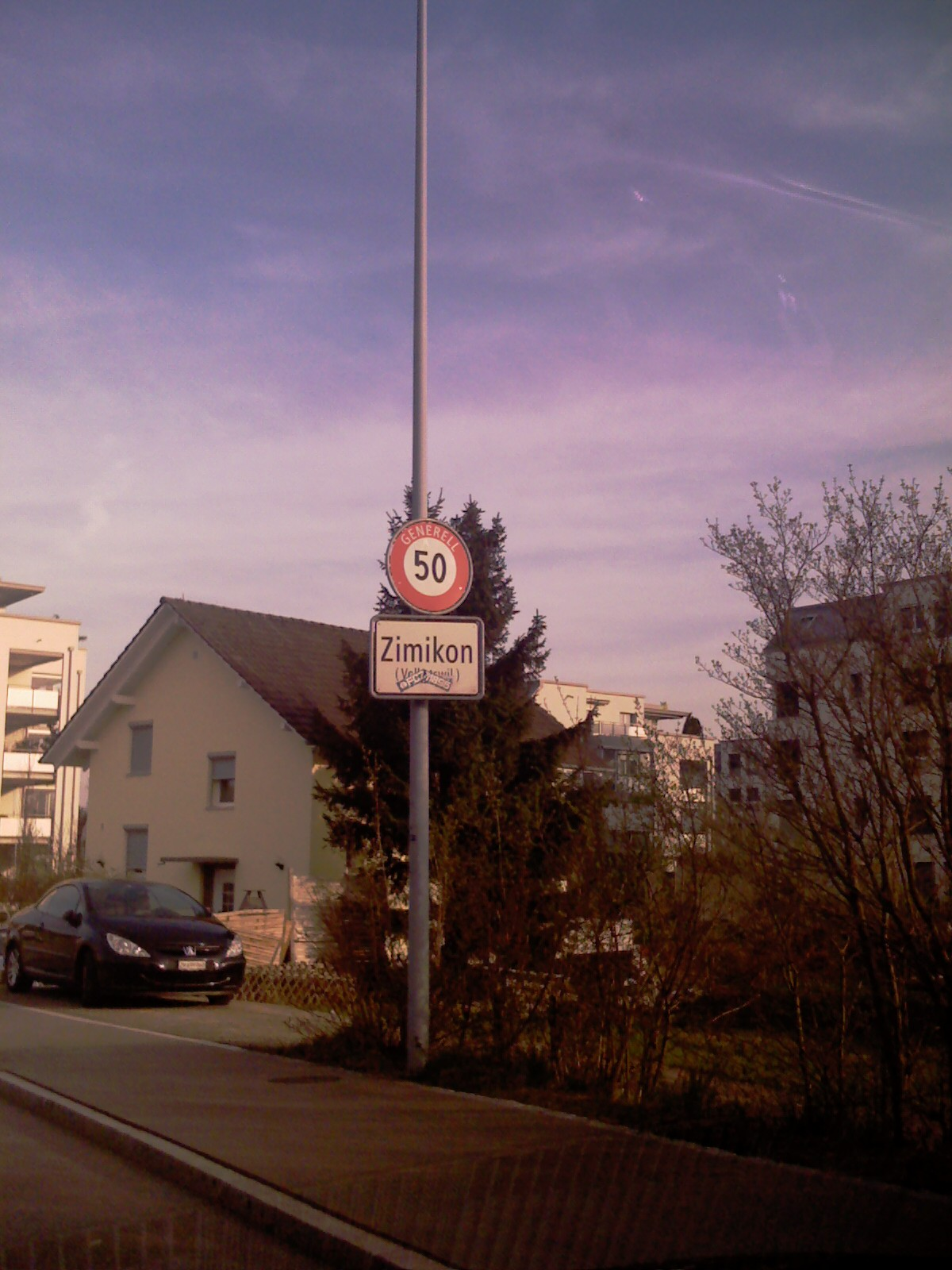
Ortseingang von Zimikon

Volketswil liegt im Zentrum des Kantons Zürich und ist mit 14,04 km² nach Maur, Egg und Uster die viertgrösste Gemeinde im Bezirk. Volketswil liegt im oberen Glatttal, am Tor zum Zürcher Oberland, zwischen Dübendorf und Uster, nördlich des Greifensees. Zur Gemeinde gehören die Weiler Hegnau, Zimikon, Kindhausen und Gutenswil (Mundartname: Guetetschwiil oder Guetschwiil). Volketswil (Mundartname: Volketschwiil) ist 12 Kilometer Luftdistanz von Zürich gelegen.
Die Nachbargemeinden Volketswils sind von Norden im Gegenuhrzeigersinn Wangen-Brüttisellen, Dübendorf, Schwerzenbach, Greifensee, Uster im Bezirk Uster und Fehraltorf, Illnau-Effretikon, Lindau im Bezirk Pfäffikon.

### Gemeindegebiet
Der grösste Anteil des Gemeindegebiets wird von Landwirtschaftsflächen eingenommen, die 36,6 % umfassen. Weitere 24,5 % sind Wald, 28,0 % Siedlungsfläche, 9,4 % Verkehrsfläche, 0,4 % Gewässer und 1,1 % unproduktive Fläche (Stand 2018).

### Geologie
Das Dorf Volketswil fügt sich ein zwischen die zwei Moränenhügel Hutzlen und Homberg, die durch den Linthgletscher entstanden sind. In Richtung Hegnau-Dammboden Zimikon ist die Landschaft leicht abfallend. Hegnau ist ein typisches Strassendorf: Das Strassen-Trassee der Nationalstrasse Schwamendingen–Uster–Hinwil führt mitten durch Hegnau. Heute ist Hegnau durch die A15 geteilt. Der Dorfteil Zimikon befindet sich in einem ehemaligen Riedgebiet des Greifensees. Die Dörfer Gutenswil und Kindhausen befinden sich auf Anhöhen.
Der Linthgletscher formte nicht nur das Gelände, sondern lagerte auch Geröll und Kies ab und bildete Kieslagerstätten. Der Kiesabbau war im 20. Jahrhundert in Volketswil von grosser Bedeutung. Inzwischen sind einige Kiesabbaugebiete verschwunden, doch prägen verschiedene Abbaugebiete die Umgebung noch heute.

## Geschichte
Zwischen 3000 v. Chr. und 1800 v. Chr., während der Jungsteinzeit, war das Gebiet rund um Volketswil vermutlich besiedelt. Der Fund eines bronzenen Schwertes in Zimikon deutet darauf hin, dass dieses Gebiet auch in der Bronzezeit besiedelt war. Funde von Münzen in Volketswil und auch die Ruinen einer nach römischem Vorbild gebauten Villa auf der «Hutzlen» zeugen von der Besiedelung rund um Volketswil während des Römischen Reiches.
Zwischen 400 und 500 n. Chr. wanderten die Alemannen ein. Vermutlich stammen die meisten Namen der heutigen Dörfer aus dieser Zeit (zum Beispiel: Zimikon hiess Ziminghovun, was «beim Hofe des Mannes Zimo» bedeutet). Dorfnamen mit der Endung «wilare» entstanden im 6./7. Jahrhundert. Im Jahr 904 wird Volketswil in einer Güterschenkung an das Kloster St. Gallen erstmals urkundlich als Folcharteswilare erwähnt. Im 14. Jahrhundert wurde eine Kapelle, die spätere reformierte Kirche, errichtet, die der heiligen Agatha geweiht ist.
Die Stadt Zürich kaufte 1402 die Herrschaft Greifensee mit Hegnau, 1424 die Herrschaft Kyburg mit Volketswil, Gutenswil, Zimikon und Kindhausen. Im Jahr 1638 erfolgte die Gründung der eigenen Pfarrei Volketswil. Im Jahr 1767 wurde Gutenswil von Uster in die Pfarrei Volketswil umgeteilt. Die reformierte Kirche wurde deshalb mit einem Anbau («Gutenswiler Kirche») auf der Westseite erweitert. Während der Helvetischen Revolution 1798 gehörte Volketswil neu zum Bezirk Uster (1815–1831 kurzzeitig Oberamt Greifensee) im neu geschaffenen Kanton Zürich. Ein Jahr später marschierten 5'000 kaiserlich-russische Soldaten während der helvetischen Kriegswirren durch das Dorf Volketswil.
Durch einen Dorfbrand 1803 in Gutenswil verloren 205 Personen ihr Hab und Gut. 1859 fand der Volketswiler Doppelmord statt. Eine Gedenktafel an der Nordseite des alten Friedhofs erinnert an dieses Ereignis. Durch die Krise in der Heimweberei im Jahr 1900 nahm die Bevölkerungszahl von Volketswil auf 1515 Einwohner ab. 1932 gemeindeten sich die fünf Dörfer Volketswil, Hegnau, Zimikon, Kindhausen und Gutenswil zur Gemeinde Volketswil ein. Ein Bundesgerichtsentscheid führte 1967 zur Einzonung des Gebiets «Sunnebüel». Ein Bauboom wurde ausgelöst. Die Göhner-Überbauung «Sunnebüel» entstand 1968.
Im Jahr 1956 wurde die reformierte Kirche bis auf die Grundmauern abgebrochen und durch einen Neubau ersetzt. Lediglich die Kirchenbänke und die Kanzel zeugen heute noch von der alten Kirche.
Durch den Bauboom entstanden verschiedene Infrastruktur-Bauten:
- 1968: Einweihung Primarschulhaus «Hellwies»
- 1969: Die Supermarktkette «Waro» eröffnet in Volketswil den ersten grossen Verbrauchermarkt der Schweiz, dessen Cash&Carry-Konzept aus den USA stammt.
- 1970: Eröffnung des Schwimmbads «Waldacher»
- 1971: Inbetriebnahme der Friedhofanlage «Neuwies». Bau des provisorischen katholischen Pfarreizentrums «Bruder Klaus», das später zu einer festen Kirche ausgebaut wurde[11]
- 1972: Einweihung Primarschulhaus «Feldhof»
- 1973: Eröffnung des Zentrums Volketswil mit diversen Fachgeschäften, Post und Gemeindebibliothek
- 1974: Einweihung des Oberstufenschulhauses «Lindenbüel»
- 1984: Eröffnung des Einkaufszentrums «Volkiland» im Ortsteil Zimikon

Im Jahr 2003 wurde die Gesamtschule «In der Höh» eingeweiht. Das architektonisch herausragende Gebäude galt bis 2009 als modernstes Schulhaus des Kantons Zürich. 2004 feierte Volketswil seinen 1100. Geburtstag mit einem grossen Dorffest.
2008 wurden die neuen Sportanlagen im Gries in Betrieb genommen und der Dorfbach freigelegt. Die Überbauung «Gries» und der Griespark entstanden, der im Jahr 2009 eingeweiht wurde. 2014 wurde das neue Gemeindehaus fertiggestellt und der Bevölkerung übergeben.

Volketswil, historisches Luftbild von 1922, aufgenommen aus 300 Metern Höhe von Walter Mittelholzer
Hegnau, historisches Luftbild von 1920, aufgenommen aus 200 Metern Höhe von Walter Mittelholzer
Gutenswil, historisches Luftbild von 1920, aufgenommen aus 200 Metern Höhe von Walter Mittelholzer

## Wappen
Blasonierung:
Geteilt, oben von Schwarz und Silber geschacht zu acht Plätzen, unten in Gold ein roter Stern

### Dorfwappen

Gutenswil
Hegnau
Kindhausen
Zimikon

## Bevölkerung
| Jahr             | Einwohner |
| ---------------- | --------- |
| 1467             | ca. 155 * |
| 1634             | 405 *     |
| 1738             | 1'095 *   |
| 1850             | 2'028 *   |
| 1900             | 1'515 *   |
| 1982             | 10'543    |
| 2000             | 14'005    |
| 2005             | 15'097    |
| 2010             | 17'412    |
| 2015             | 18'489    |
| 2020             | 18'851    |
| 2022             | 19'420    |
| 2024             | 19'822    |
| * nur Volketswil |           |

In Volketswil leben 19'822 Personen (Stand 2024), 5222 (26,3 %) davon haben keinen Schweizer Pass.
Das Durchschnittsalter der Volketswiler Bevölkerung betrug 2024 42,1 Jahre.
Die grösste Ortschaft der Gemeinde Volketswil ist Hegnau (inkl. Gfenn) mit 10'049 Einwohnern (Stand 2022). Es folgen (alle Stand 2022) Volketswil (3'772 Einwohner), Zimikon (2'016), Gutenswil (1'924) und Kindhausen (1'771). Alle diese Ortschaften waren bis 1932 selbständige Zivilgemeinden.

### Konfessionen
2022 gehörten 23,7 % der Bevölkerung der reformierten und 23,1 % der römisch-katholischen Kirche an. Daneben gibt es verschiedene kleinere Glaubensgemeinschaften. 53,1 % der Bevölkerung gehörten einer solchen oder keiner Konfession an. Der Anteil der Konfessionslosen hat in den letzten 50 Jahren stark zugenommen, von 1,2 auf 32,3 %, dies vor allem zu Lasten der evangelisch-reformierten Landeskirche.
Ein starkes Wachstum in Volketswil verzeichnet die islamische Gemeinschaft. Der Anteil der Musliminnen und Muslime stieg auf über 7 % der Bevölkerung. Für sie gibt es im Industriegebiet seit Ende 2012 eine Moschee. Schweizweit stieg der Anteil der Musliminnen und Muslime in den letzten 50 Jahren von 0,2 auf 5,7 %.

### Soziales
2024 waren laut dem Statistischen Amt des Kantons Zürich 180 Personen in Volketswil als arbeitslos im Wortsinn des Arbeitslosenversicherungsgesetzes AVIG gemeldet. Das entspricht einer Quote von 1,4 %. Der Frauenanteil in Volketswil betrug im Jahre 2024 49,8 %.

## Politik

### Legislative
Volketswil hat kein Gemeindeparlament. Das oberste Organ ist die Gemeindeversammlung, die je nach Geschäften zwei- bis viermal pro Jahr einberufen wird.

### Exekutive
Gemeindepräsident ist Jean-Philippe Pinto (Die Mitte).

### Kantonsrat
Im Kantonsrat des Kantons Zürich ist Volketswil durch Raffaela Fehr (FDP) und Jean-Philippe Pinto (Die Mitte) vertreten.

### Nationale Wahlen
Bei den Nationalratswahlen 2023 betrugen die Wähleranteile in Volketswil: SVP 43,45 % (+1,02), SP 13,36 % (+2,80), Mitte 12,67 % (+1,45), glp 11,24 % (−1,27), FDP 6,95 % (−4,11), Grüne 5,61 % (−1,85), EVP 1,49 % (−0,28), EDU 1,39 (−0,06).

### Nationalrat
- Bruno Walliser (SVP), seit 2015
- Benjamin Fischer (SVP), seit 2022

### Gemeindepartnerschaft
- Gadmen, Schweiz – 2000 bis 2013.[23] Die Gemeindepartnerschaft mit Gadmen wurde per 31. Dezember 2013 aufgelöst, da die Gemeinde mit Innertkirchen fusionierte.

## Wirtschaft

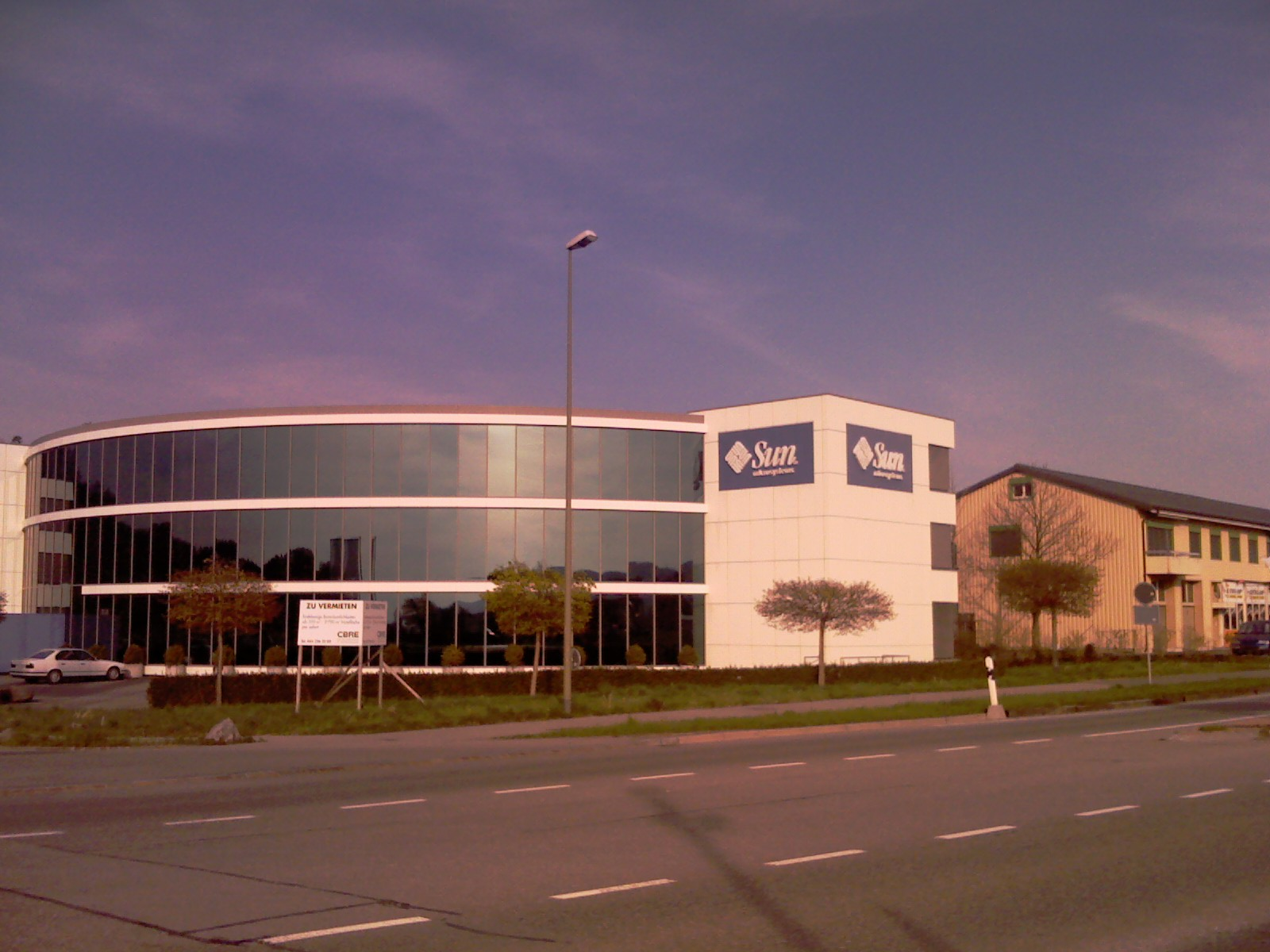
Ehemaliger Firmensitz der Sun Microsystems (Schweiz) AG in Hegnau

Die Nähe zu den Städten Zürich, Winterthur und Uster sowie zum Flughafen Zürich und gut ausgebaute Infrastrukturen machen Volketswil zu einem bedeutenden Wirtschaftsstandort im oberen Glatttal. Die rund 1200 ansässigen Unternehmen beschäftigen über 11'000 Arbeitskräfte hauptsächlich für die Industrie- und den Dienstleistungssektor. In den letzten Jahrzehnten haben sich verschiedene Einkaufszentren und Fachmärkte in Volketswil angesiedelt.
Von 1934 bis 1972 wurde in Volketswil das landesweit bekannte Frühstücksgetränk «Forsanose», ein Kakao-Malz-Pulver, hergestellt.
Alle drei Jahre im Oktober findet die Volketswiler Gewerbemesse (VOGA) statt, auf welcher die verschiedenen Unternehmen der Umgebung vertreten sind. Jeweils donnerstags findet auf dem Gemeindehausplatz der Wochenmarkt statt, zudem der Frühlings- und Herbstmarkt und das Kürbisfest und zu Weihnachten der Weihnachtsmarkt.

## Verkehr

### Öffentlicher Verkehr
Volketswil ist eine der bevölkerungsmässig grössten Gemeinden der Schweiz ohne einen eigenen Bahnhof. Jedoch ist Volketswil gut durch die drei umliegenden Bahnhöfe Effretikon, Uster und Schwerzenbach erschlossen. Die vier Buslinien 720 (Bahnhof Schwerzenbach–Volketswil–Kindhausen–Bahnhof Effretikon), 721 (Bahnhof Schwerzenbach–Industrie–Eichstrasse), 725 (Bahnhof Schwerzenbach–Volketswil–Gutenswil–Bahnhof Uster) und 726 (Bahnhof Schwerzenbach–Industrie-Dorf) erschliessen die Ortschaften der Gemeinde und die umliegenden Ortschaften mit dem öffentlichen Verkehrsnetz des Zürcher Verkehrsverbundes (ZVV).

### Individualverkehr
Im Jahr 1840 wurde die Nationalstrasse N34 von Schwamendingen über Uster nach Hinwil gebaut. Das Strassen-Trassee führt mitten durch Hegnau. Die Strasse existiert heute noch.
Erschlossen wird die Gemeinde durch die ehemals kantonale Autobahn A53, heute A15 (Oberlandautobahn) mit den beiden Anschlüssen Hegnau und Volketswil. Sie führt nach Uster oder nach Brüttisellen zur Autobahn A1.
Weitere wichtige Strassenverbindungen führen nach Wangen, Effretikon, Illnau, Fehraltorf, Schwerzenbach und Fällanden.

## Kultur

### Sehenswürdigkeiten

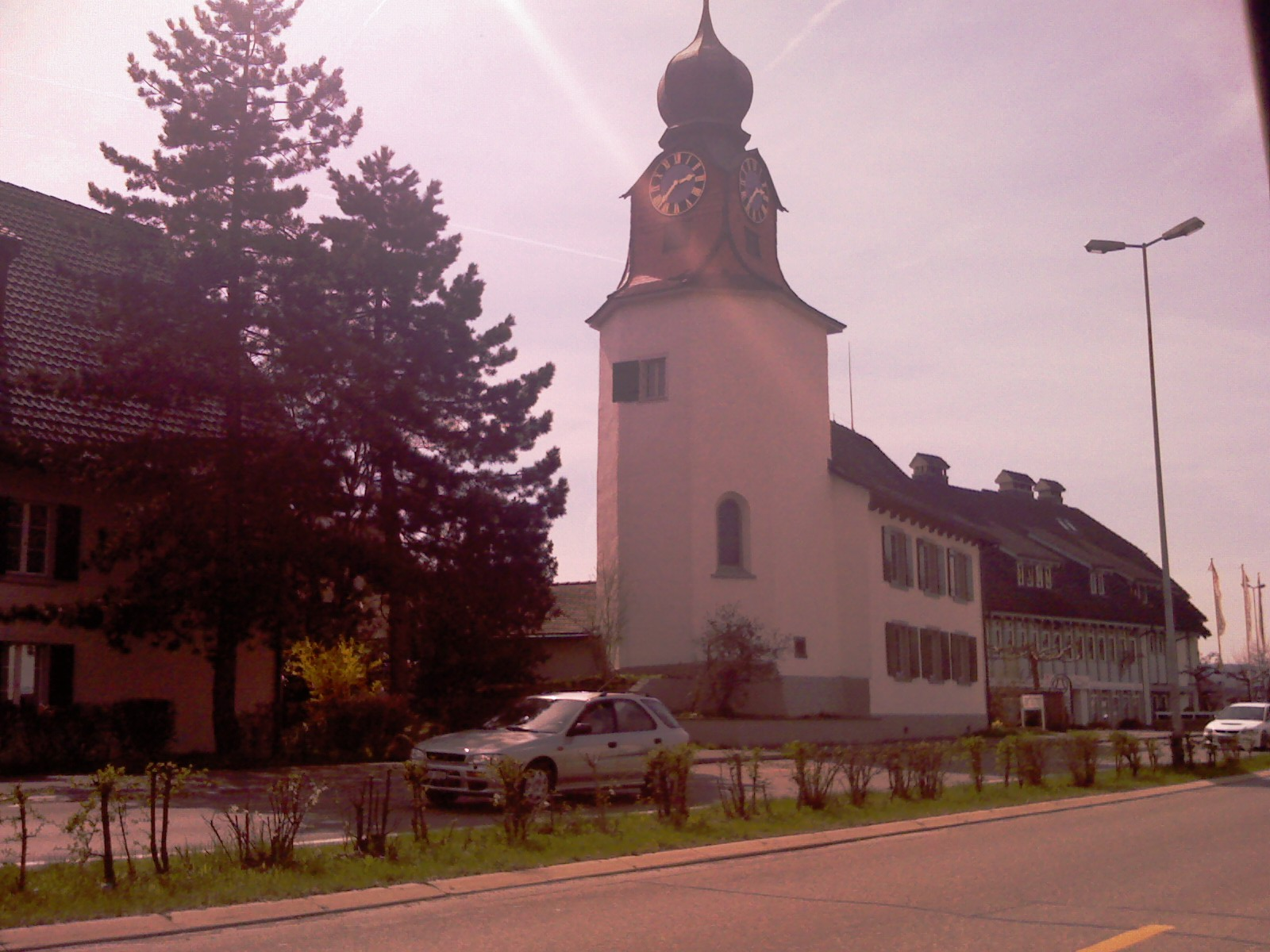
Das Chappeli in Hegnau

- Im alten Dorfkern von Volketswil steht auf einem kleinen Hügel die reformierte Kirche. Die elf farbigen Fenster des Zürcher Künstlers Max Hunziker enthalten das Motiv «Unser Vater» und entstanden zwischen 1962 und 1966.[24]
- Das alte Pfarrhaus wurde 1638 erbaut, und das alte Schul- und Sigristenhaus von 1648 war das erste Schulhaus von Volketswil.
- In Hegnau steht das Chappeli, eine Kapelle aus dem frühen 13. Jahrhundert mit charakteristischem Zwiebelhelm-Turm.
- Gegenüber dem Sigristenhaus befindet sich das Haus des Dorfdichters Jakob Bersinger.
- Der Aussichtspunkt auf der Hutzlen bietet einen Blick auf die Alpenkette, den Pfannenstiel, den Greifensee und Zürich-Nord.
- In Volketswil befindet sich die Siedlung «Sunnebüel» mit über 1000 Wohnungen, in den späten 1960er-Jahren abfällig «Göhnerswil» genannt (nach dem Bauunternehmer Ernst Göhner), die inzwischen denkmalgeschützt ist.

### Bräuche und Sport
Alle drei Jahre findet ein grosses, dreitägiges Dorffest in Volketswil statt. Anlässlich des Kurrendensingens ziehen am Weihnachtsmorgen Sängerinnen und Sänger mit Lichtern durch die Strassen von Volketswil und erfreuen die Bevölkerung mit Weihnachtsliedern.
Der grösste Sportverein im Dorf ist der FC (Fussballclub) Volketswil. Deren erste Mannschaft spielt derzeit (2023) in der 3. Liga (siebthöchste Spielklasse), das zweite Team in der 4. Liga.
Dä schnällscht Volketswiler ist ein Laufwettkampf im September des Turnvereins Volketswil. Die ganze Gemeinde kann an diesem sportlichen Anlass teilnehmen.
Der 14 Hektaren grosse Griespark umfasst Sportanlagen, Spielplätze und Wasserflächen. Er wurde zwischen 2007 und 2009 erstellt.
Der Video Operation Room des VAR der Super League befindet sich in Volketswil.

## Persönlichkeiten
- Markus Bäumler (1555–1611), reformierter Geistlicher und Hochschullehrer an der Hohen Schule Zürich
- Rosmarie Quadranti (* 1957), Politikerin (Die Mitte), Alt-Nationalrätin, wohnte in Kindhausen
- Bruno Walliser (* 1966), Politiker (SVP), Nationalrat, ehemaliger Gemeindepräsident Volketswil
- Benjamin Fischer (* 1991), Politiker (SVP), Nationalrat
- Dean Kukan (* 1993), Eishockeyspieler
- Lindrit Kamberi  (* 1999), Fussballspieler